# David Lewis
David Henry Lewis (ur. 1917 w Plymouth, zm. 23 października 2002 w Tin Can Bay) – nowozelandzki żeglarz, podróżnik, lekarz, znawca Polinezji. Badał tradycyjne metody nawigacji stosowane przez wyspiarzy Pacyfiku. 

## Życiorys
Urodził się w Anglii, wkrótce wraz z rodzicami przeniósł się do Nowej Zelandii i Rarotonga (Wyspy Cooka). Tam uczęszczał do szkoły polinezyjskiej, gdzie rozwinął swoje zainteresowanie kulturą wysp Polinezji. Już w młodości przejawiał zainteresowanie podróżami, wspinaczką, kajakarstwem. W 1938 r. wyjechał do Anglii aby nabyć praktyki lekarskiej. Podczas wojny służył jako lekarz. Również po wojnie otworzył praktykę lekarską w Londynie.
W 1960 r. postanowił uczestniczyć w pierwszych regatach samotników przez Atlantyk, na małej 8-metrowej łodzi. W regatach zajął 3. miejsce. Wydarzenie to opisał w książce "The Ship Would Not Travel Due West".
Po tym wydarzeniu zdecydował się na rejs dookoła świata na wybudowanym przez siebie katamaranie Rehu Moana. W rejsie tym uczestniczyła jego żona oraz dwie córeczki. Opowieść z tego rejsu można znaleźć w jego książkach "The Daughters of the Wind" (Córy wiatru) oraz "Children of Three Oceans" (Dzieci trzech oceanów).
W 1967 roku nabył koleją łódź Isbjorn aby pogłębić badania nad polinezyjskimi metodami nawigacji. Na wyspy Polinezji wybrał się wraz z drugą żoną, córkami oraz 19-letnim synem. Na wyspach u miejscowej ludności pogłębiał swoje wiadomości na temat żeglowania po Pacyfiku bez użycia sekstantu i kompasu. Doświadczenia te opisał w książce "We the Navigators" oraz "The Voyaging Star".
Jego kolejną samotną podrożą była próba okrążenia Antarktydy wzdłuż 60. równoleżnika (bezludne sześćdziesiątki). W tym celu nabył mały stalowy jacht Icebird. Podróż rozpoczął w październiku 1972 r. z Sydney. W ciągłych wichurach, burzach śniegowych, temperaturach poniżej zera, z odmrożonymi rękami przez 6 tyg. pokonywał olbrzymie fale, przeżywając w odl. 2500 mil od Ziemi Grahama dwie wywrotki i utratę masztu. Dalej walczył już tylko o życie bez szans na przetrwanie. Jednak po dalszych 8 tygodniach pojawił się w amerykańskiej stacji antarktycznej Palmera. Na stacji, gdzie zimował i naprawił jacht. Na wiosnę kontynuował podróż, lecz po kolejnej wywrotce po 10 tyg. żeglugi, wyczerpany i zdruzgotany zakończył ją w Kapsztadzie w Republice Południowej Afryki, przebywając 2/3 zaplanowanej trasy.
Swoje przygody opisał w książce "Ice Bird" która stała się światowym bestsellerem.
Po tej podróży został jednym z organizatorów Oceanic Research Fundation, której celem było wspieranie prywatnych wypraw do Antarktyki. Na 21 metrowym jachcie Dick Smith Explorer wraz z kilkuosobową załogą zrobił letnią wyprawę do Antarktyki, gdzie zimował. 
W 1976 r. przyłączył się do Polynesian Voyaging Society i uczestniczył w pierwszej eksperymentalnej podróży z Hawajów do Tahiti. Wyniki tych badań opublikował w książce "We, the navigators".
Następne lata spędził znów na badaniach tradycyjnych metod nawigacji, tym razem u Inuitów w rejonie Cieśniny Beringa. 
Po tych badaniach odszedł na emeryturę w Nowej Zelandii, gdzie napisał swoją autobiografię "Shapes of the Wind".
Za swoje zasługi na polu podróżniczym, akademickim, antropologicznym, żeglarskim został odznaczony orderem New Zealand Order of Merit.

## Publikacje
- The Ship Would Not Travel Due West
- The Sailor Who Set Out To See It All
- Shapes on the Wind
- Ice Bird - Ice Bird (Wydawnictwo Morskie Gdańsk 1979)
- We, The Navigators
- Daughters of the Wind - Córy wiatru (Wydawnictwo Morskie Gdańsk 1971)
- Children of Three Oceans - Dzieci trzech oceanów (Wydawnictwo Morskie Gdańsk 1973)
- Shapes of the Wind